# Филиппинские языки

Калимантанско-филиппинское объединение
Сулавесийские языки
Центрально-малайско-полинезийские языки
Южнохальмахерско-западноновогвинейские языки
Океанийские языки

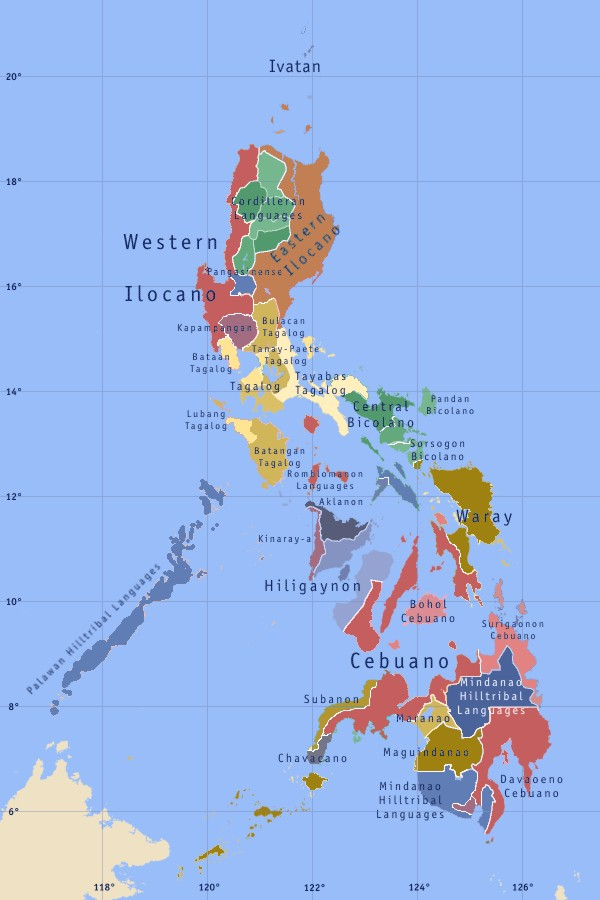
Основные этноязыковые группы Филиппин

Филиппинские языки представляют собой лингвистическое объединение 13 ветвей австронезийских языков, которое включает в себя часть языков, распространённых на Филиппинах и близлежащих островах. Согласно популярной сейчас классификации Wouk & Ross (2000), эти ветви не образуют особого генетического единства, а входят в более крупное калимантанско-филиппинское объединение в рамках малайско-полинезийской подсемьи. Однако по данным лексикостатистики (Пейрос 2004), все ветви филиппинских языков входят в единую группу, распавшуюся в конце 3-го тыс. до н. э. Учитывая отсутствие консенсуса, нейтральный термин филиппинская зона представляется наиболее удобным.
Согласно обеим классификациям, филиппинским языкам наиболее близки две ветви языков на северо-востоке Сулавеси: сангир-минихасская и монгондоу-горонтальская (см. сулавесийские языки).
Филиппинские языки как и большинство других австронезийских языков, типологически относятся к агглютинативным языкам.

## Классификация

### Северные Филиппины
- батанийская ветвь (башийская): ями[англ.] и иватанская[англ.] группа: батанский и бабуянский языки (между Тайванем и Филиппинами)

- севернолусонская ветвь (кордильерская) — о. Лусон
  - арта (?)
  - илокано (по данным лексикостатистики входит в центрально-кордильерскую подгруппу)
  - севернокордильерская подветвь (по данным лексикостатистики относится к ядерно-филиппинской подзоне/надветви): паранан, агта, касигуран-думагат, касигуранин, дикамай-думагат, умирей-думагат, маниде, алабат-думагат, иснаг, адасен, итавис, гадданг, гаданг, ибанаг, атта, яга
  - мезо-кордильерская (южно-центрально-кордильерская) подветвь
    - алта
    - центральнокордильерская группа: исинайский, итнегский, калинганский, балангао, восточнобонтокский, бонтокский, канканаэйский, центральный ифугао, восточный ифугао
    - южнокордильерская группа: илонгот, и’вак, калангун, каллахан, тинок, инибалой, карао, пангасинанский.

- центральнолусонская ветвь
  - капампанганский
  - синауна
  - самбальская группа: ботоланский, тина, болинао, амбала, абенлен, батаан, маг-инди, маг-анчи
- северноминдорская (северномангьянская) ветвь: ирайя[англ.], аланганский, тадьяванский.

### ЮгЛусонаиВисайские острова(мезо-филиппинские языки)
- южноминдорская (южномангьянская) ветвь: хануноо, бухидский, таубуидские (западный и восточный)
- каламская ветвь: каламский, агутайнонский, центральный тагбанва
- палаванская ветвь: батак[англ.], тагбанва, палавеньо, молбог, бангги
- центрально-филиппинская ветвь
  - тагальский (тагалог, пилипино)
  - бикольская группа: центральнобикольский (иногда именуется просто бикольский), виракский, панданский, внутренне-бикольский
  - мансаканская группа: давауэньо, камайо, исамальский, карага, мандайя, мансака, калаганский, тагакаоло
  - маманва
  - бисайская группа
    - бантонский язык
    - западная подгруппа: куйонский, датагский, семирарский, инонханский, акланонский[англ.], кинарайский
    - центральная подгруппа: ромблонский, панайский ати, хилигайнон, каписский, масбатеньо, пороханский, северно-сорсогонский, губат, самар-лейте
    - себуанский язык и родственные: варай-варай, кинарайя (или западная подгруппа?), хилигайнон (или центральная подгруппа?)
    - южная подгруппа: суригаоский, бутуанский, таусугский.

### Минданаоиострова Сулу
- южнофилиппинская ветвь (минданао)
  - субанунская группа: сиокон-субанунский, калибуганский, синданганский, салугский, лапуянский (запад Минданао; по данным лексикостатистики ближе к палаванским языкам)
  - манобо: кагаяненский, бинукидский, кинамигинский, обо, ата, тигуа, гусанский, дибабавонский, раджа-кабунгсуанский, илианенский, западнобукиднонский, тагабауа, сарангани-манобо, каламансигский, тасадайский (центр Минданао)
  - данао: магинданао, маранао, иланунский (восток Минданао)

- ветвь южного Минданао — возможно входит в предыдущую ветвь
  - багобо (гианган)
  - тирурай
  - билийская группа: тболи, блаан

- сама-баджавская ветвь (острова Сулу и прилегающие берега Калимантана)
  - абакнонский
  - яканский
  - сулу-калимантанская группа: сама западного Сулу, сама внутреннего Сулу, береговой баджау, мапунский.